# Jean Chevalier (écrivain)
Pour les articles homonymes, voir Jean Chevalier et Chevalier.
Jean Chevalier, né le 27 décembre 1906 et mort le 6 février 1993 , est un écrivain, philosophe et théologien français,.

## Biographie
Il est connu pour ses collaborations sur le Dictionnaire des symboles, édité pour la première fois en 1969, par les Éditions Robert Laffont.
Le Dictionnaire des symboles, coécrit avec le poète français et explorateur de l'Amazone Alain Gheerbrant, est une œuvre encyclopédique d'anthropologie culturelle consacrée au symbolisme des mythes, rêves, coutumes, gestes, formes, figures, couleurs et nombres trouvés dans la mythologie et le folklore. Elle contient plus de 1 600 articles et a été réédité 19 fois entre 1982 et 1997 en France et à l'étranger, notamment par Penguin Books dans les pays anglophones.
En 1964, Jean Chevalier a travaillé à l'UNESCO comme Directeur du bureau des relations pour les États membres, avant de démissionner pour poursuivre l'écriture et la recherche.

## Œuvre
- La technique de l'organisation des entreprises _ 1 vol. in-8° de 457 pages. Nouv. édit. 1932; Dunod, édit., 92, rue Bonaparte, Paris.
- Le programme de Fabrication dans une usine ne travaillant pas en série. - Mémoire présenté au IV° Congrès International de l' Organisation  Scientifique du Travail. Paris, 1929.
- La Rationalisation et la Réforme Sociale.- Conférence à la Société Industrielle de Rouen. Bulletin du comité National de l'Organisation Française, mai 1931.
- La Question des Salaires. Forme nouvelles du salaire; les salaires, la rationalisation et la crise économique.- Communication à la société d'économie Politique et au congrès de génie civil (1931-1932). Librairie Alcoan, Paris, 1932.
- Le Creusot , Berceau de la Grande Industrie Française -édit. 1935. Dunod, 92 rue Bonaparte, Paris.
- L'organisation du travail (Work organization), 1937.
- Humanisme Chrétien (Christian Humanism), 1940.
- La théorie augustinienne des relations trinitaires (Augustinian theory of trinitarian relations), 1940.
- S. Augustin et la pensée grecque (S. Augustine and the Greek thought), 1940.
- Organisation : du travail, Volume 2 (Organization: Work Organization, Volume 2), 1943.
- La communauté humaine selon l'esprit chrétien – coauthor Emile Marmy (The human community according to the Christian spirit), 1944.
- Doctrines économiques (Economic doctrines), 1945.
- La cité romaine (The Roman city), 1948.
- Administration de l'entreprise (Business Administration), 1957.
- Histoire de la pensée (History of the Thought), 1958.
- Textes sacrés traditions et œuvres d'art de toutes les religions (Sacred texts and art traditions of all religions), 1967.
- Dictionnaire des symboles – coauthor Alain Gheerbrant (Dictionary of Symbols), 1969.
- La politique du Vatican (Vatican politics), 1969.
- Les religions (Religions), 1972.
- A à Che and Alain Gheerbrant (A to C – Volume 1 of Dictionnaire des symboles), 1973.
- Che à G. and Alain Gheerbrant (C to G – Volume 2 of Dictionnaire des symboles), 1973.
- H à Pie and Alain Gheerbrant (H to P – Volume 3 of Dictionnaire des symboles), 1974.
- Pie à Z. and Alain Gheerbrant (P to Z – Volume 4 of Dictionnaire des symboles), 1974.
- Le soufisme or, L'ivresse de Dieu dans la tradition de l'islam (Sufism or The intoxication of God in the tradition of Islam), 1974.
- Les royaumes celtiques – coauthors Myles Dillon, Nora Kershaw Chadwick (The Celtic kingdoms), 1979.
- Introduction au symbolisme (Introduction to Symbolism), 1986.
- Une dynamique de la paix (The dynamics of peace), 1986.
- Les voies de l'au-delà (The ways of the afterlife), 1994.